# 박영균
박영균(朴永均, Yong-Kyun Park, 1967년 8월 16일 ~ )은 대한민국의 전 권투 선수이다. 전 세계복싱협회(WBA) 페더급 챔피언. 전형적인 인파이터로 별명은 불도저.

## 생애
전라남도 담양 출신. 1986년 12월 9일 프로 데뷔. 1991년 3월 30일 WBA 페더급 챔피언 등극. 8차 방어 성공. 1995년 5월 27일 경기를 마지막으로 은퇴. 프로 통산 전적 28승(16KO)3패1무.

## 같이 보기
- 한국의 권투 선수 목록